# Syngamia canarialis
Syngamia canarialis is een vlinder uit de familie van de grasmotten (Crambidae), uit de onderfamilie van de Spilomelinae. De wetenschappelijke naam van deze soort is voor het eerst voorgesteld als Botys canarialis door Pieter Snellen in een publicatie uit 1899.
De soort komt voor in Indonesië (Java).